# Щуровецька сільська рада
Щурове́цька сільська́ ра́да — адміністративно-територіальна одиниця та орган місцевого самоврядування в Ізяславському районі Хмельницької області. Адміністративний центр — село Щурівці.

## Загальні відомості
Щуровецька сільська рада утворена в 1944 році.
- Територія ради: 35,154 км²
- Населення ради: 1 060 осіб (станом на 2001 рік)
- Територією ради протікає річка Хомора

## Населені пункти
Сільській раді підпорядковані населені пункти:
- с. Щурівці
- с. Забрід
- с. Підлісці
- с. Щурівчики

## Склад ради
Рада складається з 14 депутатів та голови.
- Голова ради: Васильчук Олександр Сергійович
- Секретар ради: Сліпчук Лариса Володимирівна

### Керівний склад попередніх скликань
| Прізвище, ім'я, по батькові    | Основні відомості                                                 | Дата обрання | Дата звільнення |
| ------------------------------ | ----------------------------------------------------------------- | ------------ | --------------- |
| Васильчук Олександр Сергійович | Сільський голова, 1967 року народження, освіта вища, безпартійний | 26.03.2006   | 31.10.2010      |
| Васильчук Олександр Сергійович | Сільський голова, 1967 року народження, освіта вища, безпартійний | 31.10.2010   |                 |

Примітка: таблиця складена за даними сайту Верховної Ради України

### Депутати
За результатами місцевих виборів 2010 року депутатами ради стали:

#### За суб'єктами висування
| Суб'єкт висування                 | Кількість обраних депутатів | %    |
| --------------------------------- | --------------------------- | ---- |
| Самовисування                     | 6                           | 42,9 |
| Партія регіонів                   | 4                           | 28,6 |
| Народна партія                    | 2                           | 14,3 |
| Політична партія «Сильна Україна» | 1                           | 7,1  |
| Соціалістична партія України      | 1                           | 7,1  |

#### За округами
| № округу                          | Прізвище, ім'я, по батькові  | Дата визнання обраним | Освіта  | Партійна приналежність             | Відомості про обраного депутата                          |
| --------------------------------- | ---------------------------- | --------------------- | ------- | ---------------------------------- | -------------------------------------------------------- |
| Народна Партія                    |                              |                       |         |                                    |                                                          |
| 12                                | Стасишина Валентина Іванівна | 04.11.2010            | вища    | позапартійна                       | Підлісецький фельдшерсько-акушерський пункт, завідувачка |
| 14                                | Блецко Ірина Юріївна         | 04.11.2010            | середня | позапартійна                       | тимчасово не працює                                      |
| Партія регіонів                   |                              |                       |         |                                    |                                                          |
| 1                                 | Корчик Любов Віталіївна      | 04.11.2010            | вища    | позапартійна                       | Щуровецький фельдшерсько-акушерський пункт, завідувачка  |
| 5                                 | Ващук Надія Семенівна        | 04.11.2010            | вища    | позапартійна                       | пенсіонер                                                |
| 6                                 | Сліпчук Лариса Володимирівна | 04.11.2010            | вища    | позапартійна                       | Секретар Щуровецької с/ради, секретар                    |
| 7                                 | Забарнюк Наталія Петрівна    | 04.11.2010            | вища    | позапартійна                       | тимчасово не працює                                      |
| Політична партія «Сильна Україна» |                              |                       |         |                                    |                                                          |
| 13                                | Лобчук Марія Іванівна        | 04.11.2010            | середня | позапартійна                       | пенсіонер                                                |
| Соціалістична партія України      |                              |                       |         |                                    |                                                          |
| 8                                 | Корзун Людмила Миколаївна    | 04.11.2010            | вища    | член Соціалістичної партії України | Щуровецька загальноосвітня школа, директор               |
| Самовисування                     |                              |                       |         |                                    |                                                          |
| 2                                 | Гримак Лариса Олексіївна     | 04.11.2010            | вища    | позапартійна                       | Щуровецька загальноосвітня школа І-ІІ ст., вчитель       |
| 3                                 | Довга Валентина Петрівна     | 04.11.2010            | вища    | позапартійна                       | Щуровецька загальноосвітня школа І-ІІ ст., вчитель       |
| 4                                 | Михайлюк Оксана Василівна    | 04.11.2010            | середня | позапартійна                       | тимчасово не працює                                      |
| 9                                 | Мельник Олександр Васильович | 04.11.2010            | вища    | позапартійний                      | Щуровецька загальноосвітня школа, директор               |
| 10                                | Андрійчук Віра Іванівна      | 04.11.2010            | середня | позапартійна                       | тимчасово не працює                                      |
| 11                                | Дзюбрін Лариса Вікторівна    | 04.11.2010            | середня | позапартійна                       | тимчасово не працює                                      |

## Господарська діяльність
Основним видом господарської діяльності населених пунктів сільської ради є сільськогосподарське виробництво. Воно складається із фермерських і індивідуальних селянських господарств. Основним видом сільськогосподарської діяльності є вирощування зернових культур; допоміжним — вирощування овочевих культур і виробництво м'ясо-молочної продукції.
В селах сільради працює 4 магазини, загально-освітня школа I–III ступеня, щуровецьке поштове відділення.

## Автошляхи
Територією сільської ради, із півночі на південь проходить територіальний автомобільний шлях Корець — Антоніни (Т 1804). А з заходу на схід проходить регіональний автомобільний шлях Кременець — Ржищів (Н02).